# Набережная (Тверская область)
Набережная — деревня в Кимрском районе Тверской области. Входит в состав Неклюдовского сельского поселения.

## История
В 1965 г. Указом Президиума ВС РСФСР деревня Пупково  переименована в Набережная.

## Население
| 2010 |
| ---- |
| 12   |